# Боран сир Оаз
Боран сир Оаз (фр. Boran-sur-Oise) је насеље и општина у североисточној Француској у региону Пикардија, у департману Оаза која припада префектури Санлис.
По подацима из 2011. године у општини је живело 2122 становника, а густина насељености је износила 188,62 становника/km². Општина се простире на површини од 11,25 km². Налази се на средњој надморској висини од 45 метара (максималној 103 m, а минималној 24 m).

## Демографија
| 1962. | 1968. | 1975. | 1982. | 1990. | 1999. | 2011. |
| ----- | ----- | ----- | ----- | ----- | ----- | ----- |
| 1.474 | 1.579 | 1.606 | 1.968 | 2.141 | 2.123 | 2.122 |

График промене броја становника у току последњих година